# ماكدويل لي
ماكدويل لي هو سياسي أمريكي، ولد في 12 فبراير 1925، وتوفي في 17 أبريل 2014. نشط حزبياً في الحزب الديمقراطي. وقد انتخب عضو مجلس نواب ألاباما ‏.